# Aquifoliales
Az Aquifoliales rend az APG III-rendszer szerint az eudicots (valódi kétszikűek) euasterids II kládjába tartozik. Ide sorolják a magyalféléket (Aquifoliaceae), mintegy 450 fajjal; a Helwingiaceae-t (ázsiai mérsékelt égövi cserjék 2-5 faja) és a Phyllonomaceae-t (közép-amerikai fák és cserjék 4 faja). 2001-ben a Stemonuraceae és Cardiopteridaceae családokat is a rendbe sorolták, amit az APG II-rendszer (2003) is megerősített. A Cronquist-rendszer nem ismeri a rendet, az Aquifoliaceae-t a kecskerágó-virágúak rendjébe (Celastrales) sorolja.
Az Aquifoliales az Euasterids II bazális helyzetű csoportja, egyben az Euasterids II többi részének testvércsoportja. Az APG III-rendszer tehát öt családot sorol ide:
- magyalfélék (Aquifoliaceae)
- Cardiopteridaceae (benne: Leptaulaceae)
- Helwingiaceae
- Phyllonomaceae
- Stemonuraceae.